# 170927 Dgebessire
170927 Dgebessire è un asteroide della fascia principale. Scoperto nel 2005, presenta un'orbita caratterizzata da un semiasse maggiore pari a 2,3409378 au e da un'eccentricità di 0,0834527, inclinata di 8,11640° rispetto all'eclittica.
L'asteroide è dedicato al biologo svizzero Gérad Bessire.